# Linus Sundell
Linus Vitalis Sundell, född 27 november 1868 i Öfverkurk, Kyrkslätt, död 23 november 1937 i Träskby, Kyrkslätt, var en finlandssvensk författare.
Sundell, som även var verksam som lärare och jordbrukare, skrev böcker som huvudsakligen behandlar hans ungdom i sin hembygd Kyrkslätt. 
Jordbrukare var han först på sin hemgård Öfverkurk från år 1894 fram till 1902, då han sålde gården. Han var också arrendator på Tottesunds herrgård i Maksmo åren 1907-1914
Under sitt liv var Sundell också lärare. Han var biträdande lärare vid mellersta Nylands folkhögskola, Esbo, 1891—95 och 1900—01; föreståndare vid Borgå folkhögskola 1904—05; biträdande lärare vid Närpes folkhögskola 1905—06; lärare vid folkskolan i Bobäck, Kyrkslätt, 1921—22, i Träskby, Esbo, 1915—21 samt sedan 1922